# Robert II Jerozolimski
Robert II, zwany Jerozolimskim (ur. ok. 1065, zm. 5 października 1111) – hrabia Flandrii, jeden z wodzów I wyprawy krzyżowej, najstarszy syn hrabiego Roberta I Fryzyjskiego i Gertrudy, córki Bernarda II Billunga, księcia saskiego.

## Wczesne lata
Jego ojciec objął władzę w hrabstwie Flandrii po pokonaniu w wojnie domowej przedstawiciela starszej linii dynastii (tzw. „baldwińskiej”), Arnulfa III, który zginął w 1071 w bitwie pod Cassel. Robert I, który wcześniej otrzymał od swojego pasierba Dirka V Holenderskiego (syna Gertrudy z jej pierwszego małżeństwa z Florisem I Holenderskim) lenno we Fryzji, został więc kolejnym hrabią Flandrii. W 1077 dopuścił do współrządów Roberta. Kiedy w 1085 wyruszył na pielgrzymkę do Ziemi Świętej, Robert sprawował regencję w jego imieniu do 1091 Po śmierci ojca w 1093 został kolejnym hrabią Flandrii. Był znakomitym rycerzem, od współczesnych doczekał się przydomka „włócznia rycerstwa”.

## Wyprawa krzyżowa
Wkrótce podążył w ślady swojego ojca i odpowiedział na wezwanie papieża Urbana II, i przystąpił w 1095 do I krucjaty. Na czas swojej nieobecności ustanowił we Flandrii radę regencyjną. W drogę wyruszył w 1096, razem ze swoimi kuzynami, Robertem II Krótkoudym, księciem Normandii, oraz Stefanem II, hrabią Blois. Po dotarciu do Konstantynopola cesarz Aleksy I Komnen zażądał od wodzów krucjaty przysięgi, że wszystkie zdobyte przez nich terytoria na Wschodzie zostaną zwrócone Bizancjum. Wielu wodzów opierało się złożeniu przysięgi. Robert do nich nie należał i natychmiast zaprzysiągł to, czego żądał cesarz. Jego armia została szybko przetransportowana do azjatyckiej części Bizancjum, gdzie po pewnym czasie dołączyła do nich reszta armii krzyżowej.
Robert brał udział w oblężeniu Nikei w 1097. Po zdobyciu miasta, które ku wściekłości wodzów krucjaty zajęli Bizantyjczycy, armia krzyżowców maszerowała dalej w dwóch kolumnach. Robert szedł razem z Boemundem z Tarentu, Robertem z Normandii, Stefanem z Blois i bizantyjskimi przewodnikami, o dzień marszu przed drugą kolumną pod wodzą Gotfryda z Bouillon i Rajmunda IV z Tuluzy. 1 lipca 1097 pierwsza kolumna została otoczona przez przeważające siły seldżuckiego sułtana al-Rumu Kilidż Arslana I pod Doryleum. Dopiero przybycie po pięciu godzinach drugiej kolumny krzyżowców przechyliło szalę zwycięstwa na stronę chrześcijan. Obie kolumny połączyły się. Robert razem z Rajmundem z Tuluzy zajął miejsce w centrum wojsk krzyżowych.
Pod koniec 1097 krzyżowcy dotarli pod Antiochię. Oblężenie miasta trwało wiele miesięcy. W grudniu Robert i Boemund opuścili oblegających i wyruszyli szukać żywności w okolicy. 30 grudnia pokonali maszerującego na odsiecz Antiochii władcę Damaszku Dukaka. 2 czerwca 1098 zdrada jednego z ormiańskich obrońców miasta wydała Antiochię w ręce krzyżowców. Robert był jednym z pierwszych, którzy weszli do zdobytego miasta. Już 7 czerwca krzyżowcy zostali jednak otoczeni przez atabega Mosulu, Kurbughę. 28 czerwca stanęli do decydującej bitwy. Robert, razem z Hugonem z Vermandois, dowodził pierwszym z sześciu oddziałów armii krzyżowej. Krzyżowcy odnieśli zwycięstwo, a armia muzułmańska uciekła z pola bitwy. Wkrótce jednak w obozie krzyżowców wybuchł spór o władzę nad Antiochią między Boemundem z Tarentu a Rajmundem z Tuluzy. Robert stanął po stronie tego pierwszego.
Spory opóźniły postępy armii krzyżowej. W 1098 Robert wziął u boku Rajmunda udział w oblężeniu i zdobyciu Ma'arrat al-Numan. Rajmund próbował przekupić hrabiego aby wystąpił przeciwko Boemundowi. Ofiarował mu 6000 sous. Robert jednak odrzucił ofertę. W styczniu 1099 Rajmund wyruszył na Jerozolimę. Robert, podobnie jak Gotfryd z Bouillon, pozostali w Antiochii do lutego. Do sił Rajmunda dołączyli pod Arką. W czerwcu Robert i Gaston IV z Bearn prowadzili awangardę wojsk chrześcijańskich, która dotarła do ar-Ramli. Następnie Robert, w towarzystwie Tankreda z Tarentu, wziął udział w wyprawie do Samarii, gdzie zdobyto drewno na budowę machin oblężniczych, które miały być wykorzystane przy oblężeniu Jerozolimy. Święte Miasto zostało zdobyte 15 lipca 1099 W sporze o to, komu ma przypaść jerozolimska korona, Robert poparł Gotfryda przeciwko Rajmundowi. 9 sierpnia wyruszył z resztą armii przeciwko wezyrowi Egiptu Al-Afdalowi. 12 sierpnia pod Askalonem stał w centrum armii krzyżowej w zakończonej zwycięstwem bitwie. Spory między Gotfrydem i Rajmundem uniemożliwiły zdobycie miasta, ale zabezpieczono istnienie królestwa Jerozolimskiego.

## Powrót do Flandrii
Pod koniec sierpnia Robert ruszył do domu, w towarzystwie Roberta z Normandii i Rajmunda z Tuluzy. Podczas drogi powrotnej zdobyli miasto Latakia, które przekazali Bizancjum, zgodnie ze złożoną przed laty przysięgą. Po przybyciu do Konstantynopola, cesarz Aleksy zaproponował im pozostanie u siebie na służbie. Krzyżowcy odmówili, ale Rajmund pozostał na Wschodzie. Obaj Robertowie udali się natomiast w dalszą drogę do domu. Robert flandryjski przywiózł ze sobą relikwię, ramię św. Jerzego, ofiarowane mu przez cesarza, które jest obecnie przechowywane w kościele w Anchin. Po powrocie ufundował klasztor pod wezwaniem św. Andrzeja w Betferkerke niedaleko Brugii. Udział Roberta w wyprawie krzyżowej sprawił, że otrzymał przydomek „Jerozolimskiego”.
Podczas jego nieobecności, cesarz Henryk IV próbował rozciągnąć swoją władzę nad Flandrią. Robert odpowiedział na to popieraniem rebelii komun miejskich w Cambrai, przeciwko cesarzowi i jego stronnikowi, biskupowi Gaulcherowi. W 1102 stanął pokój, na podstawie którego Robert zapłacił trybut z Flandrii. W 1105 nowy król niemiecki, Henryk V, ponownie zaatakował Flandrię. Robert sprzymierzył się z hrabią Hainaut Baldwinem III i hrabią Holandii Florisem II. Udało mu się powstrzymać wojska niemieckie pod Douai, gdzie podpisany został nowy pokój, w którym Henryk uznawał prawa Roberta do Douai i Cambrai.
W 1103 Robert sprzymierzył się z królem Anglii Henrykiem I, który od 1106 był również księciem Normandii. Robert oferował Henrykowi wsparcie 1000 jeźdźców w zamian za pieniężny datek. Kiedy jednak Henryk odmówił płacenia, Robert sprzymierzył się ze swoim nominalnym suwerenem, królem Francji Ludwikiem VI, i zaatakował Normandię. Król Ludwik został jednak powstrzymany przez wybuch rebelii francuskich baronów pod wodzą Tybalda IV, hrabiego Blois. Robert skierował wówczas swoje wojska w kierunku miasta Meaux, ale niedaleko miasta został nieszczęśliwie raniony, spadł z konia i utopił się w rzece Marnie.

## Rodzina
Przed 1092 ożenił się z Klemencją (przed 1082 – ok. 1133), córką Wilhelma I Wielkiego, hrabiego Burgundii, i Stefanii, kobiety nieznanego pochodzenia. Robert i Klemencja mieli razem dwóch synów:
- Baldwin VII Hapkin (ok. 1093 – 17 lipca 1119), hrabia Flandrii
- Wilhelm (1094 – 1109)